# سيتراكسات
سيتراكسات Cetraxate هو دواء فموي يعمل كمضاد للقرحة ولعلاج الارتداد المعدي المريئي والذي له أثر وقائي خلوي cytoprotective.